# Wisigoths
Les Wisigoths (« Goths sages » ou, comme dans le mot allemand et néerlandais Westgoten, « Goths de l'ouest ») ou Tervinges (« peuple de la forêt ») étaient un peuple germanique issu des Goths. Les Wisigoths sont ceux qui, migrant depuis la région de la mer Noire, s'installèrent vers 270-275 dans la province romaine abandonnée de Dacie (actuelle Roumanie), au sein de l'Empire romain, alors que les Ostrogoths (ou Greuthunges) s'installèrent, pour leur part, en Sarmatie (actuelle Ukraine). Les Wisigoths migrèrent à nouveau vers l'ouest dès 376 et vécurent au sein de l'Empire romain d'Occident, en Hispanie et en Aquitaine. Les Ostrogoths, eux, migrèrent aussi vers l'ouest, mais plus tard que les Wisigoths, et vécurent en Italie. Wisigoths et Ostrogoths sont classés dans la branche ostique des peuples germaniques. Après la chute de l'Empire romain d'Occident, en 476, les Wisigoths ont continué pendant près de deux siècles et demi à jouer un rôle important en Europe occidentale. C'est l'un des peuples barbares les plus prestigieux d'Europe, tant par sa longue histoire et ses origines mythiques, que par les traces qu'il laissa longtemps dans les esprits.
Alors qu'ils occupent l'ancienne province romaine de Dacie depuis la fin du IIIe siècle, les Wisigoths adoptent peu à peu l'arianisme, à partir de l'année 341, c'est-à-dire une forme du christianisme non trinitaire. Cette croyance est en opposition avec l'orthodoxie chrétienne, majoritaire dans l'empire romain quand les Wisigoths s'y installent. Officiellement, les Wisigoths restent fidèles à cette foi, qualifiée d'« hérésie » par l'Église trinitaire, jusqu'en 589, lorsque le roi Récarède Ier (en espagnol : Recaredo) choisit de se convertir publiquement, faisant ainsi joindre officiellement l'Église trinitaire au royaume wisigothique d'Espagne. Toutefois, même après cette date, un parti arien demeure fort actif et influent, notamment dans la noblesse jusqu'au début du VIIIe siècle dans les derniers jours du royaume.

## Étymologie

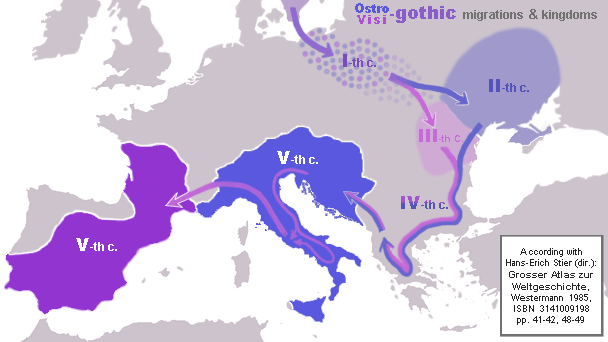
Évolution des Ostrogoths et des Wisigoths, Ier – Ve siècles
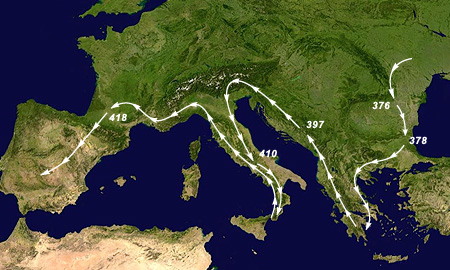
Migrations wisigothes
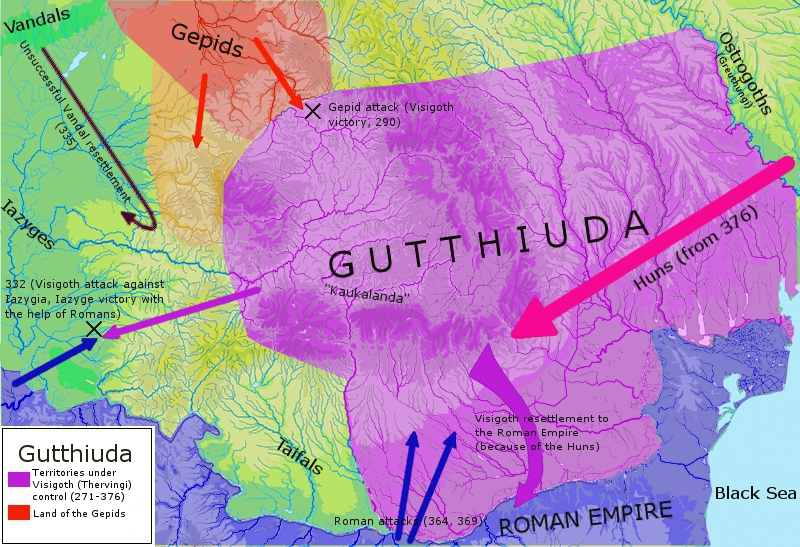
Gothie de Mer-Noire, vers 270-370

Le terme de « wisigoth » est une invention du VIe siècle. Cassiodore, un romain au service de Théodoric le Grand, inventa le terme Visigothi en combinant les termes Visi et gothi pour faire pendant à celui d'Ostrogothi, termes qu'il considérait comme signifiant respectivement « Goths de l'Ouest » et « Goths de l'Est ». Cassiodore utilise le terme de « Goths » pour se référer uniquement aux Ostrogoths, qu'il a servis, et réserve le terme géographique « Wisigoths » pour les Goths gallo-espagnols. Cet usage, cependant, a été adopté par les Wisigoths eux-mêmes dans leurs communications avec l'Empire byzantin et était encore en usage au VIIe siècle.
Les Wisigoths sont appelés Wesi ou Wisi par Trebellius Pollio, Claudien, et Sidoine Apollinaire. Le mot wesi signifie en gotique « est... quelque chose » (du verbe wisan conjugué à la 3e personne du singulier, à l'indicatif). Le mot wisi est relié à l'adjectif weis ou wiss et signifie « avisé, instruit ». La contraction de ces deux termes désignerait « le peuple avisé, instruit ».
Ainsi, le terme Wisigoth ne signifie pas plus « Goth de l'Ouest », comme l'affirme Jordanès, que celui d'Ostrogoth ne veut dire « Goth de l'Est ». Si, à partir du Ve siècle, les Wisigoths s'installent effectivement à l'ouest (en Hispanie) et les Ostrogoths à l'est (dans l'Empire byzantin puis en Italie), leurs situations respectives auraient alors été inversées par rapport à celle qui prévalait avant le commencement des grandes migrations du siècle précédent, lorsque les deux peuples se trouvaient sur les rives du Pont-Euxin.
Des études linguistiques des racines lexicales donnent donc une autre interprétation de ces deux termes, celui de Goths « instruits » (visi-) et de Goth « brillant » (ostro-). Malgré tout, la signification traditionnelle (« Goths de l'Ouest ») s'est durablement établie notamment en Allemagne, où elle s'est imposée sous la forme de Westgoten.

## Histoire

### Les origines des Goths et migrations des Wisigoths
Les Goths, selon le récit de Jordanès, seraient venus de Scandinavie. Cette migration se serait probablement passée au Ier siècle. Selon les archéologues des tombes semblent attester de populations de cette origine à l'embouchure de la Vistule (Nord Pologne), et ces populations se seraient fondues dans les groupes locaux pour former les premiers Goths : la culture de Wielbark, entre le Ier et le IVe siècle. Leurs villages n'ont pas de plan apparent. Ils pratiquent l'élevage, des cultures, des activités artisanales et l'extraction du fer. Ils contrôlent la route de l'ambre et entretiennent des relations commerciales avec les romains. Dans leur migration vers la mer Noire, les sources écrites distinguent les Ostrogoths des Wisigoths (identifiés à la culture archéologique de Tcherniakhov sur la mer Noire).

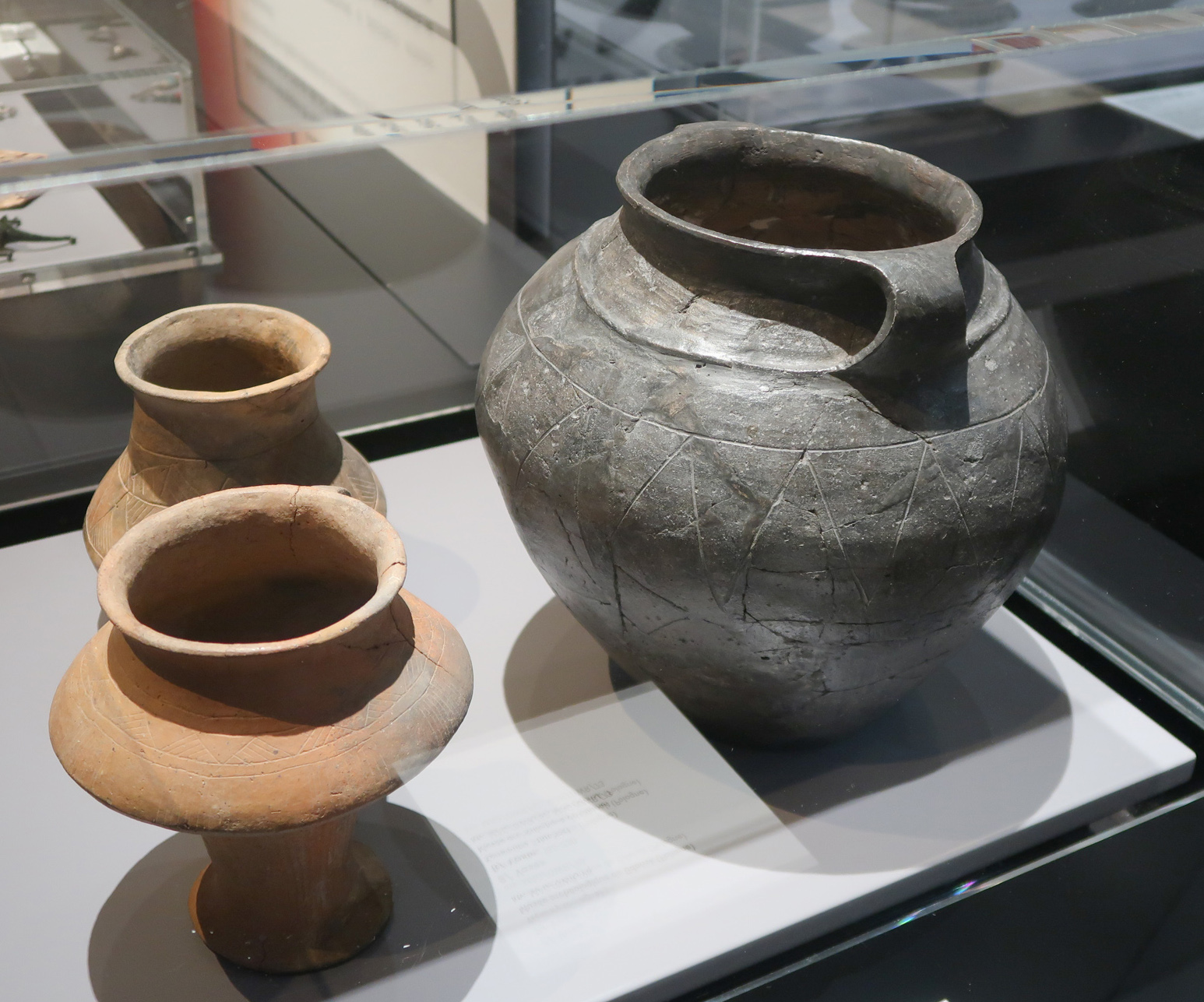
Vases, culture de Wielbark. Terre cuite noire, 60-160 de notre ère à droite, et rouge 160-230 de notre ère, à gauche.
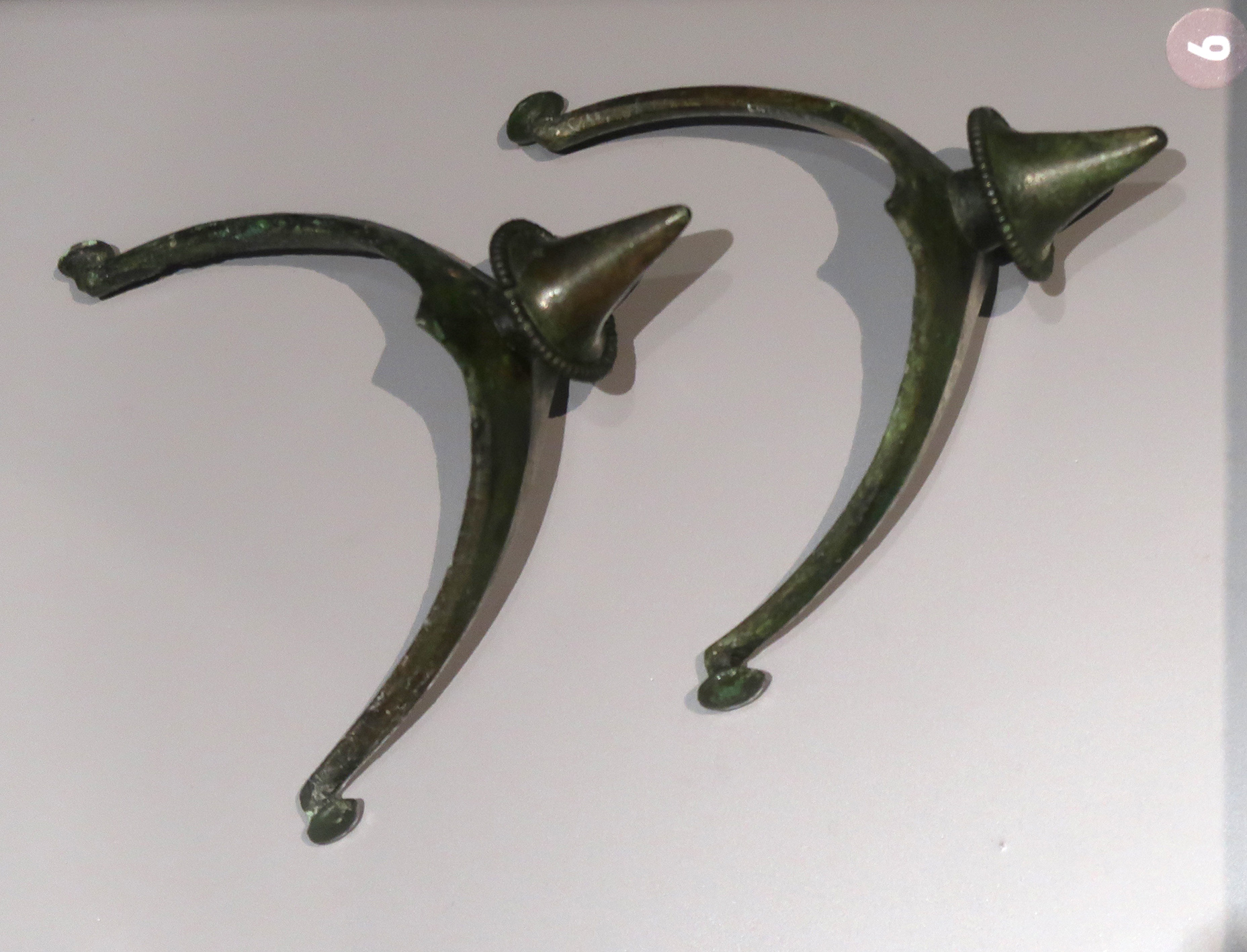
Paire d'éperons en bronze. 160-230 de notre ère. Rares objets déposés dans les tombes de la culture de Wielbark, Nord Pologne.
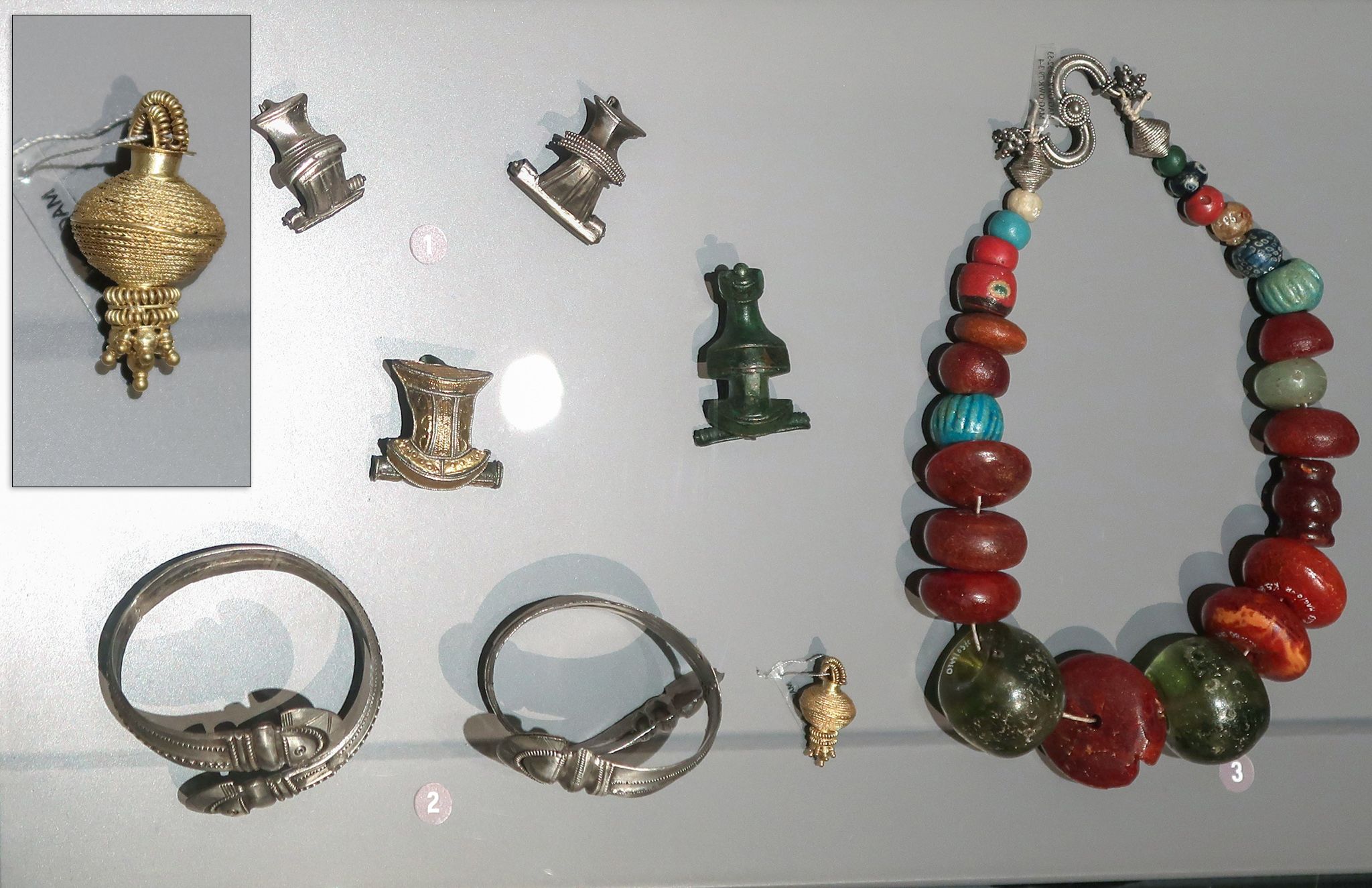
Bijoux féminins, 160-230 de notre ère. Culture de Wielbark, Nord Pologne.
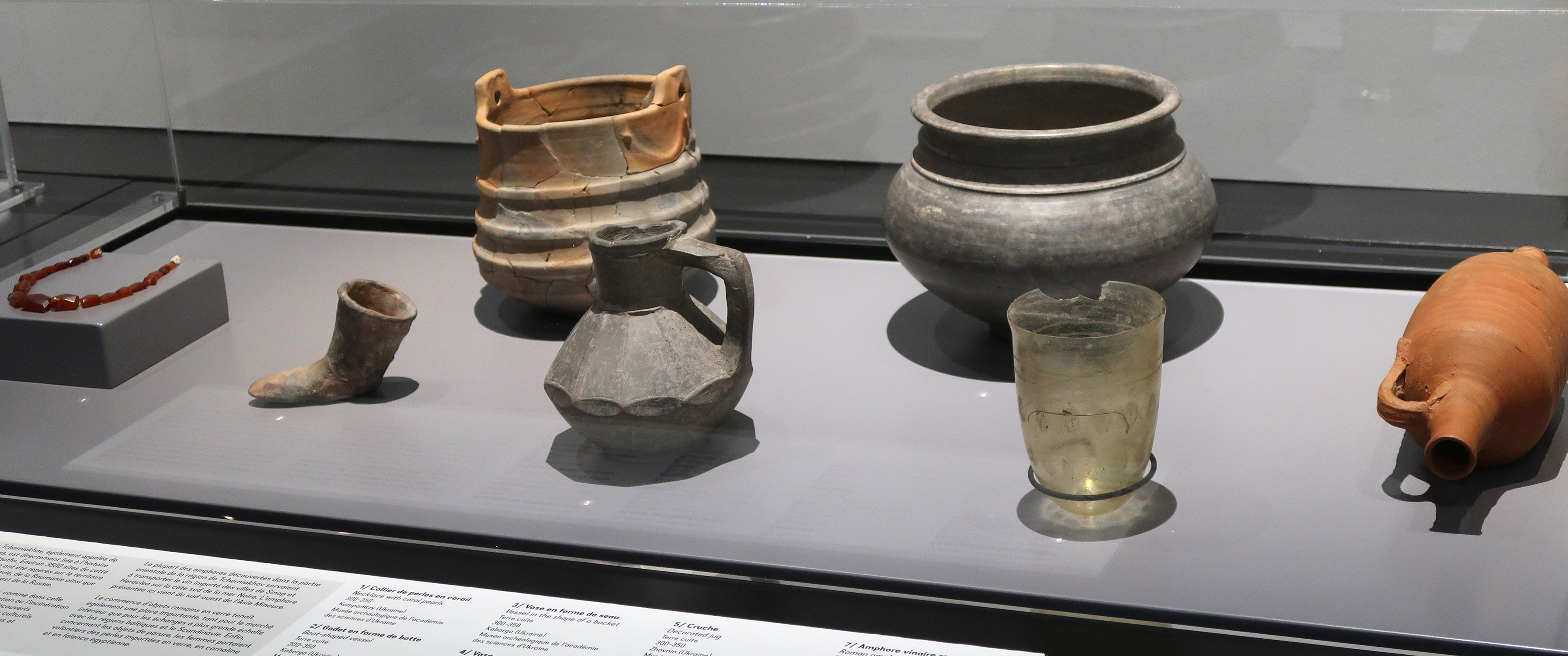
Culture de Tcherniakhov, Ukraine, sur la mer Noire. 300-350 de notre ère: de gauche à droite : perles de corail, godet en forme de botte, vase en forme de seau, vase, cruche, gobelet en verre. Amphore vinaigre romaine (fin IVe siècle).
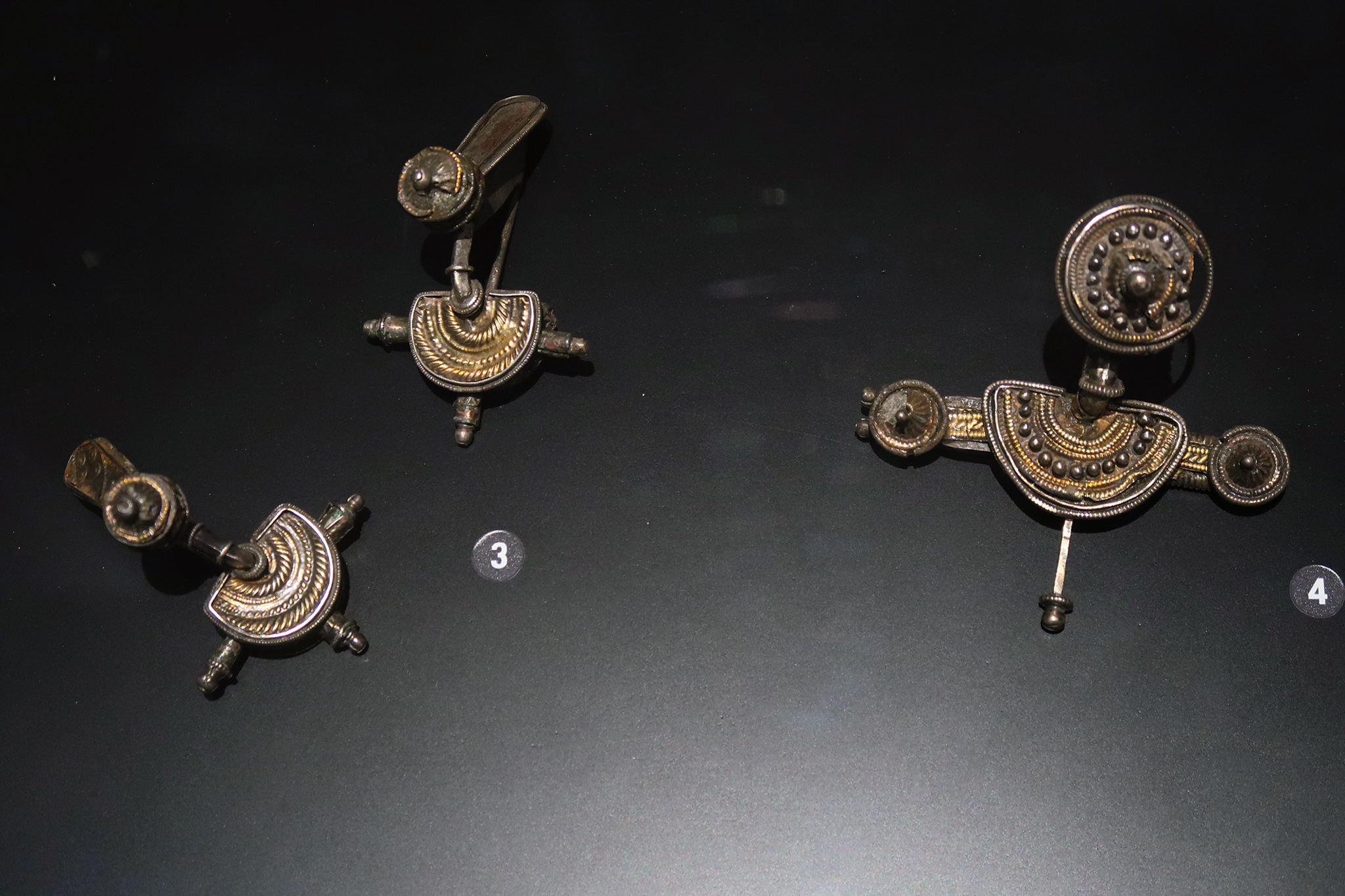
Culture de Sintana de Mures (Wisigoths). Moldavie, IVe s. Paire de fibules et fibule de type « monstruoso ». Musée national d'histoire de Moldavie.

Les Wisigoths sont donc apparus pour la première fois dans l'Histoire en tant que peuple distinct en 235, quand ils entrèrent en Dacie, où ils s'allièrent avec une partie des Daces, les Carpiens. À partir de 238, ils s'attaquent à l'Empire romain et tentent de s'installer dans la péninsule des Balkans. Cette invasion concerna aussi les provinces romaines de Pannonie et d'Illyrie et menaça même l'Italie. Cependant, les Wisigoths furent battus près des frontières modernes de la Serbie et de la Bulgarie, à la bataille de Naissus, en septembre 269.
Au cours des trois années suivantes, ils furent repoussés au-delà du Danube, en Dacie, par une série de campagnes militaires menées par l'empereur romain Claude II le Gothique, le futur empereur Aurélien étant le commandant de la cavalerie. En 271, Aurélien dut évacuer la Dacie, transférant l'administration et la majeure partie des colons romains vers une nouvelle province alors créée au sud du Danube : la Dacie aurélienne.
Les Wisigoths restent en Dacie jusqu'en 376, lorsqu'un de leurs deux chefs, l'arien Fritigern, fait appel à l'empereur romain Valens et lui demande l'autorisation de pouvoir s'installer sur les berges sud (rive droite) du Danube, afin de se protéger des Huns, établis sur la rive nord (gauche) du fleuve. Valens accorde sa permission et aide même les Wisigoths à traverser le Danube sur la glace. En retour, Fritigern doit fournir des mercenaires pour l'armée romaine.
C'est une période d'hivers très rudes et l'année suivante, les terres occupées par les Wisigoths connaissent la famine, et ils réclament des vivres aux gouverneurs romains de leurs territoires. Comme Valens ne répond pas aux appels à l'aide de Fritigern, celui-ci prend les armes. La guerre qui s'ensuit se termine le 9 août 378 lors de la bataille d'Andrinople où Valens est blessé et meurt. Fritigern, victorieux, est reconnu comme roi par son peuple et les Wisigoths deviennent la principale puissance des Balkans.

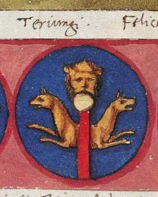
Notitia Dignitatum - Tervingi

Le successeur de Valens, Théodose Ier, conclut la paix avec Fritigern en 379. Le traité est respecté jusqu'à la mort de Théodose en 395. Cette même année, Alaric Ier, le plus célèbre des rois Wisigoths, est élu roi, alors qu'à l'empereur Théodose succèdent ses deux fils : Arcadius en Orient et Flavius Honorius en Occident.
Au cours des quinze années suivantes, les conflits sont entrecoupés par des années d'une paix vacillante entre Alaric et les puissants généraux germaniques qui commandent les armées romaines.
Mais, après l'assassinat du général d'origine vandale Stilicon (Stillicho) par Honorius en 408 et le massacre des familles de 30 000 soldats wisigoths servant dans l'armée romaine, Alaric déclare la guerre. Il est bientôt aux portes de Rome, et devant le refus d'Honorius de négocier, les Wisigoths pillent la ville le 24 août 410. Cet événement frappa considérablement les esprits des contemporains, et reste, pour beaucoup, l'événement symbolique marquant la fin de l'Antiquité.

### Le royaume wisigoth
|  |  |  |

Les Wisigoths et leur nouveau roi Athaulf, beau-frère d'Alaric, entrent en Gaule, ruinée par les invasions des années 407 à 409. En 416, les Wisigoths et leur roi Wallia continuent leur migration dans la péninsule Ibérique où ils sont envoyés par Rome pour combattre les Vandales.
Lorsque la paix avec les Romains est conclue par le fœdus de 416, Honorius accorde aux Wisigoths des terres dans la province Aquitaine seconde (actuellement Bordelais, Charentes et Poitou). La sédentarisation en Aquitaine a lieu après la mort de Wallia. Les Wisigoths pénètrent en Espagne dès 414, comme peuple fédéré de l'Empire romain.
Le royaume des Wisigoths a d'abord Toulouse comme capitale. Le palais, dont on a mis au jour un long mur et des fondations, se trouvait à proximité de l'ancienne église de la Daurade, dont quelques éléments architecturaux et un décor de mosaïque à fond d'or témoignent des productions artistiques sous les rois wisigoths. Les mosaïques à fond d'or étaient pratiquées dans l'Empire romain avant son effondrement, comme à Ravenne au Mausolée de Galla Placidia, dans le style paléochrétien, et aussi dans la partie orientale, l'empire byzantin (à Ravenne, Basilique Saint-Apollinaire in Classe).
En 451, les Wisigoths participent, sous la direction de Théodoric Ier, à la coalition menée par le romain Aetius, qui vainc Attila et les Huns à la bataille des champs Catalauniques (451). Le vieux roi y perd la vie. En 1848, la tombe d'une personne de haut rang est retrouvée dans ce qui pourrait être le lieu cette bataille. Mais il n'a pas pu être établi que c'était la dépouille du roi et ses armes.
|  |  |

Lorsque le roi des francs Clovis les bat à la bataille de Vouillé en 507, ils ne conservent que la Septimanie (correspondant au Languedoc) et une partie de la Provence avec l'aide des Ostrogoths. Les Wisigoths s'installent alors en Hispanie et font de Tolède leur capitale. En 575, ils conquièrent le royaume des Suèves (situé dans le nord du Portugal et la Galice). En 711, le royaume wisigoth d'Hispanie est détruit, sauf le nord, par les musulmans. Pélage avec les Astures, quelques nobles wisigoths et une population wisigothe fuient les Maures et se réfugient dans les Asturies. En 722, la bataille de Covadonga, très symbolique, marque le début de la Reconquista,.
F. Navarro Villoslada (1818–1895) dans son livre Covadonga (1857) écrit : « Avec une telle vie, leur esprit et leur corps ont été revigorés en même temps. Ils n'étaient plus les Wisigoths lâches et efféminés de Witiza, ils étaient les dignes descendants de cette race teutonne venue mêler son sang à celui du Bas-Empire romain pour sauver la civilisation européenne, ils étaient ces fils du Nord que l'on appelait le fléau de Dieu ».
Dans le territoire occupé par les musulmans, les formes d'organisation culturelles et juridiques datant de la fusion des cultures romaine et wisigothique perdurèrent discrètement[réf. nécessaire].

## Chronologie

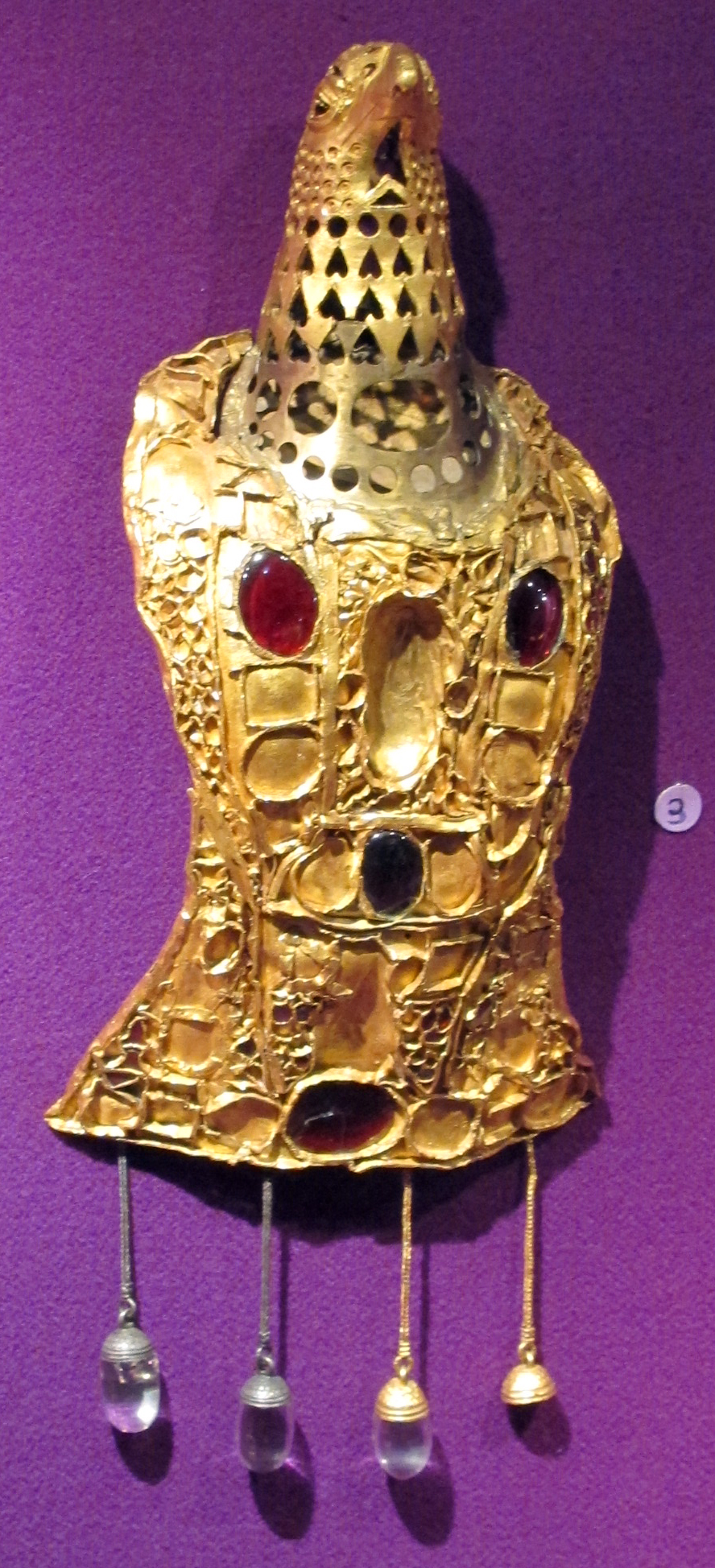
Fibule en forme d'aigle à décor ajouré. Trésor de Pietroasa, Roumanie. H. 26 cm. fin.

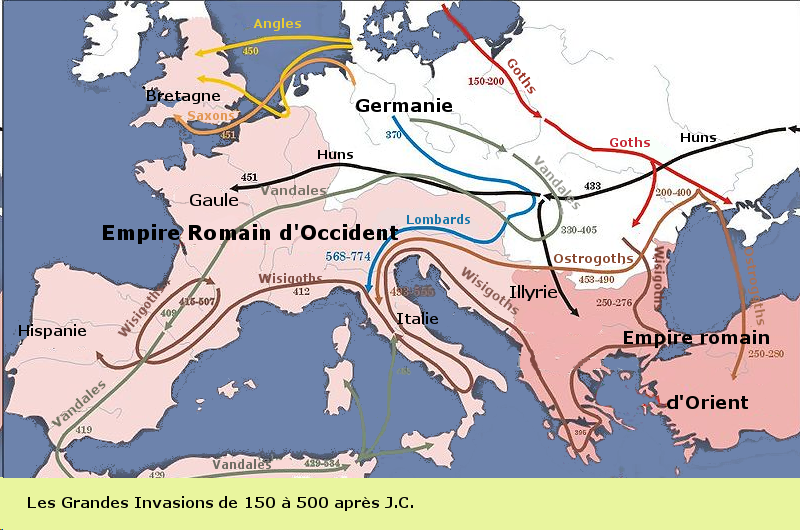
carte chronologique comparée

- carte chronologique comparée235 : début des invasions des Goths, qui entrent en Dacie ;
- 258 : les Goths se séparent en Ostrogoths et Wisigoths ;
- 269 : défaite des Goths sur l'empereur romain Claude II le Gothique à Naissus (aujourd'hui, Niš, en Serbie) ;
- 332 : Ariaric, roi des Wisigoths, lance une attaque contre les Sarmates de la plaine de Pannonie, par la vallée de la rivière Marisia : une lourde défaite pour les Romains venus à la rescousse des Sarmates ;
- 341 : les premiers Wisigoths sont convertis à l'arianisme par l'évêque Wulfila ;
- 369 : l'empereur romain Valens force le roi des Wisigoths Athanaric à reculer dans les Serrorum Montes (Alpes de Transylvanie) et à accepter un traité qui lui est peu favorable sur la frontière du Danube ;
- 370 : naissance d'Alaric Ier, futur roi des Wisigoths ;
- 372 : en raison de sa foi chrétienne, Sabas le Goth fut martyr en Dacie (actuelle Roumanie) : il fut noyé dans la rivière Mouséon. Il fut ultérieurement proclamé saint par les Églises catholique et orthodoxe. Il est fêté le 12 avril par la première et le 18 avril par la seconde ;
- 376 : l'armée wisigothe, dirigée par Athanaric est mise en déroute par les Huns aux abords du fleuve Tyras. Sous la pression des Huns, les Wisigoths et leurs alliés Carpiens qui occupaient une partie de la Dacie depuis 150 ans, demandent aux Romains de traverser le bas-Danube. La permission est accordée. La majorité des Wisigoths, conduite par Fritigern, va s'installer en Mésie et Pannonie ;
- 378 : l'empereur Valens est défait et tué par les Wisigoths en Thrace, à Andrinople ;
- 380 : Athanaric et sa suite se réfugient à Constantinople ;
- 396 : début du règne d'Alaric Ier, roi des Wisigoths ;
- 401 : les Wisigoths envahissent l'Italie ;
- 402 : les Wisigoths battent le général romain d'origine vandale Stilicon et le rejettent hors d'Italie ; pour échapper à la menace des Wisigoths, la cour impériale est à nouveau déplacée de Milan à Ravenne, un site plus facile à défendre ;
- 410 : les Wisigoths conduits par Alaric prennent et pillent Rome durant trois jours. Décès à la fin de l'année d'Alaric près de Cosenza en Calabre, alors qu'il espérait s'embarquer pour la Sicile et atteindre l'Afrique romaine. Il est inhumé avec de nombreuses richesses dans le lit du Busento, qui coule à Cosenza (légende du trésor d'Alaric) ;
- 412 : les Wisigoths et leur nouveau roi Athaulf, beau-frère d'Alaric, entrent en Gaule narbonnaise, ruinée par les invasions des années 407–409 ;
- 416 : les Wisigoths et leur roi Wallia continuent leur invasion en Hispanie, où ils sont envoyés, avec des Alains à la solde de Rome, combattre d'autres « barbares » tels les Vandales et les Suèves ;
- 418 : les Wisigoths y exterminent la tribu vandale des Silings et tuent leur roi Fredebal ; les Alains battent les Vandales Hasdings et repoussent les Suèves en Galice. Les Wisigoths obtiennent de Rome des terres en Aquitaine et le statut officiel de fédéré ;
- 429 : Ætius, vainqueur des Wisigoths et des Francs est nommé commandant des armées de l'Empire romain d'Occident.
- 451 : Attila, roi des Huns, envahit la Gaule, mais est battu aux champs Catalauniques (près de Troyes ou de Châlons-en-Champagne), par les Romains, aidés entre autres par les Francs et les Wisigoths du vieux roi Théodoric Ier, qui trouve la mort au combat ;
- 455 : début du règne d'Avitus, empereur romain d'Occident, porté au pouvoir par les Wisigoths (fin en 456) ;
- 456 : le puissant roi suève Réchiaire Ier est défait et tué par les Wisigoths qui commencent à avoir la haute main sur l'Espagne ;
- 468 : victoire des Wisigoths sur les Suèves en Lusitanie (Portugal actuel) qui devient partie intégrante de l'« Empire wisigothique » ;
- 469 : victoire des Wisigoths sur les Britto-romains de Riothame, à Déols. Les Wisigoths s'emparent du Berry, et de Bourges ;
- 474 : les Armoricains et les Britto-romains d'Armorique résistent aux Wisigoths. Clermont, en Auvergne, sous la conduite de son évêque-stratège Sidoine Apollinaire, résiste également vaillamment ;
- 475 : par un traité qualifié de « honteux » par Sidoine Apollinaire, Julius Nepos cède l'Auvergne à Euric, en échange de la restitution de la Provence ;
- 475 : les Wisigoths contrôlent maintenant le Sud-Ouest de la Gaule et la plus grande partie de l'Espagne, hormis le royaume suève de Galice. L'empereur Julius Nepos accorde à Euric, grand roi des Wisigoths et fervent arien, la concession légale des terres qu'il a conquises ;
- 476 : Euric achève la conquête du reste du Sud de la Gaule jusqu'à la frontière italienne, y implante son pouvoir et son autorité sur la péninsule Ibérique est officielle après la déposition du dernier empereur d'Occident, Romulus Augustule par le chef barbare Odoacre ;
- 500 : le royaume wisigoth, centré à Toulouse, contrôle l'Aquitaine, la Gaule narbonnaise et la plupart de l'Hispanie, à l'exception du royaume suève de Galice dans le Nord-Ouest et les petites zones contrôlées par les Basques et les Cantabres ;
- 506 : l'église des Wisigoths tient un synode et leur roi Alaric II tente un rapprochement tardif avec les catholiques. Alaric II promulgue un code de lois pour ses sujets gallo-romains, le Bréviaire d'Alaric, inspiré du Code de Théodose ;
- 507 : allié à Gondebaud, le roi des Burgondes, le roi franc Clovis Ier défait les Wisigoths à Vouillé et tue Alaric II. Les 200.000 Wisigoths sont repoussés vers l'Espagne ;
- 508 : intervention en Gaule des troupes ostrogothiques envoyées par le roi Théodoric le Grand qui repoussent les armées burgondes et franques assiégeant la cité d'Arles et sauvent les Wisigoths de l'extermination. Le roi Geisalic, élu par l'armée après la défaite de Vouillé, est chassé sur ordre de Théodoric qui installe son petit-fils Amalaric ;
- 525 : Théodoric le Grand emprisonne le pape après son échec comme médiateur entre les Wisigoths et Byzance ;
- 541 : les Francs attaquent le royaume des Wisigoths au nord de l'Espagne mais sont repoussés à Saragosse ;
- 554 : début du règne d'Athanagild Ier (fin en 567), appuyé par Byzance contre son prédécesseur Agila Ier ;
- 585 : le grand roi Léovigild achève la conquête du royaume des « Suèves » au nord-ouest de l'Espagne et réussit en partie l'union de la péninsule Ibérique (considéré en Espagne comme le premier « Unificador Nacional ») ;
- 586 : décès de Léovigild, dernier roi officiel arien des Wisigoths, et début du règne de son second fils Récarède Ier (fin en décembre 601).
- 587 : Récarède Ier annonce sa conversion au christianisme nicéen ;
- 589 : Récarède Ier impose le christianisme nicéen à ses sujets au concile de Tolède et met ainsi fin officiellement à l'arianisme qui n'est plus toléré dans le royaume wisigothique ;
- 612 : début du règne de Sisebuth (fin en 621). Première loi religieuse contre l'arianisme persistant ;
- 654 : le roi Recceswinth promulgue un code inspiré du droit romain instituant une totale parité entre ses sujets (Lex wisigothorum) ;
- 672 : décès de Recceswinth, élection de Wamba, dernier grand roi wisigoth ;
- 681 : le comte Flavius Ervigius (Ervige), supplante Wamba et prend le pouvoir ;
- 687 : début du règne du roi Égica ;
- 694 : grandes persécutions contre les Juifs du Sud de la péninsule, jugés complices des musulmans d'Afrique du Nord ;
- 709 : déposition du roi Wittiza par Rodéric. Guerre civile.

### Expositions
- « Wisigoths rois de Toulouse », jusqu'au 27 septembre 2020 au musée Saint-Raymond à Toulouse, visite virtuelle accessible en ligne